# Shawn Taggart
Shawn Larell Taggart (Richmond, 26 marzo 1985) è un ex cestista statunitense.